# جاده ئی۹۰۱ اروپا
جاده ئی۹۰۱ اروپا (به انگلیسی: European route E901) یکی از جاده‌های درجه ۲ قاره اروپا است.
این جاده که در کشور اسپانیا قرار دارد از شهر مادرید شروع شده و در شهر والنسیا به پایان می‌رسد.